# Maximilian von Weichs
Maximilian Maria Joseph Karl Gabriel Lamoral Reichsfreiherr von Weichs zu Glon (Dessau, Alemania, 12 de noviembre de 1881-Burg Rösberg, cerca de Bonn; 27 de junio de 1954), Mariscal de Campo (Generalfeldmarschall) alemán y jefe militar durante la Segunda Guerra Mundial.

## Biografía
Nota: Reichsfreiherr es un título, normalmente traducido como Barón del imperio, no un apellido o segundo nombre.
Nacido en el seno de una familia noble en Dessau, hijo de un coronel del ejército, Von Weichs entró a formar parte de la caballería bávara en 1901 con la que participó en la Primera Guerra Mundial, desde 1915 hasta 1918, sirviendo con el III Cuerpo de Ejército bávaro.
Después de la guerra permaneció en el recién creado ejército alemán (Reichswehr) donde trabajó en diferentes puestos y finalmente sirvió como instructor. En 1933, formó la 1.ª División Panzer que impulsaba Heinz Guderian y la comandó hasta 1936. En 1936 es ascendido a General de Ejército y en 1937 es ascendido a General de Caballería Blindada.
En octubre de 1937 se convirtió en el comandante del XIII Cuerpo de Ejército, que luego participó en la invasión alemana de los Sudetes en 1938. 
Durante la invasión de Polonia fue nombrado jefe de su propio XIII Cuerpo de Ejército "Weichs", distinguiéndose durante esta campaña.  
Después de la rendición polaca, y en preparación de la invasión de Francia, fue nombrado comandante en jefe del II Ejército, una parte del grupo de ejércitos A de Gerd von Rundstedt en el oeste.
Por sus méritos en la campaña de Francia fue galardonado con la Cruz de Caballero y ascendido a coronel general. Liderando sus tropas, Weichs también tomó parte en la campaña de los Balcanes.
Participó en los preparativos de la operación Barbarroja, la invasión alemana de la Unión Soviética. Weichs fue asignado para dirigir el II Ejército como parte del grupo de ejércitos del centro de Fedor von Bock, el cual participó en 1941 en las batallas de Kiev y Smolensk y luego en Vyazma y Bryansk.
En 1942 Weichs recibió el mando del recién creado grupo de ejércitos B, compuesto por el II Ejército alemán, el IV Ejército panzer de Hermann Hoth, el II Ejército húngaro y el VIII italiano y también el VI Ejército comandado por Friedrich Paulus, con la misión de tomar la ciudad de Stalingrado y cubrir aproximadamente 800 kilómetros de frente.
Weichs advirtió que sus líneas eran demasiado débiles, pero Hitler lo ignoró, y los temores de Weichs se materializaron cuando la operación soviética Uranus machacó al ejército italiano, húngaro y rumano, dejando al VI Ejército de Paulus cercado en Stalingrado.
Al sugerir la retirada, Weichs perdió el favor de Hitler. En consecuencia, parte del grupo B de ejércitos le fue arrebatada del mando e incorporada al nuevo grupo de ejércitos del Don, liderado por Erich von Manstein; luego, en febrero, la parte restante se unió con el grupo de ejércitos del Don en un nuevo grupo de ejércitos del sur, también al mando de Erich von Manstein. Weichs pasó entonces a la reserva, siendo ascendido a mariscal el 1 de febrero de 1943.
Cuando la situación alemana comenzó a ser más preocupante, en agosto de 1943 a Weichs se le ordenó dirigir el grupo de ejércitos F en los Balcanes para defenderse de una posible invasión aliada combatiendo contra los partisanos de Tito y el Ejército yugoslavo. Aplicando fuertes represalias contra quienes caían prisioneros, forzó la rendición incondicional de las fuerzas yugoeslavas.
Hacia el final de 1944 supervisó la retirada alemana  desde Grecia y Yugoslavia.
Cuando la Alemania nazi se derrumbó, Weichs se retiró finalmente el 25 de marzo de 1945 y fue arrestado por tropas estadounidenses en mayo, fue juzgado en el llamado Juicio de los Rehenes por los crímenes cometidos durante la lucha con los partisanos yugoslavos. De todas maneras fue retirado del juicio debido a razones médicas sin ser sentenciado y falleció en 1954 a los 72 años.

## Condecoraciones
- Cruz de Caballero de la Cruz de Hierro con Hojas de Roble Cruz de Caballero, el 29 de junio de 1940,  como General de Caballería y comandante en jefe de la 2.ª División
- Hojas de Roble, el 5 de febrero de 1945, como Mariscal y comandante en jefe del Grupo de Ejércitos H, al mismo tiempo, OB Südost (comandante en jefe sureste)
- Cruz de Hierro (1914) 1 ª Clase
- Cruz de Hierro (1914) 2 ª Clase
- Broche de la Cruz de Hierro.
- Orden del Mérito Militar de Baviera 4.ª Clase con Espadas
- Medalla del Frente Oriental
- Medalla de los Sudetes con el Castillo de Praga
- Medalla del Jubileo para el Ejército de Baviera.
- Medalla Servicio Militar 2.ª Clase de Baviera
- Premio a largo servicio en la Wehrmacht de 1.ª Clase
- Orden de Francisco José, Cruz de Caballero